# Matjaž Cvikl
 Matjaž Cvikl , slovenski nogometaš, * 13. januar 1967, Slovenj Gradec, † 27. julij 1999, Ljubljana.

## Klubska kariera
Cvikl je svojo nogometno kariero začel v NK Rudar Velenje, kasneje pa jo je nadaljeval v NK Maribor. Kasneje je odšel v Turčijo, kjer je med letoma 1993 in 1995 igral v Super Lig za klub Zeytinburnuspor

## Reprezentančna kariera
Cvikl je za reprezentanco med letoma 1992 in 1995 nastopil na šestih tekmah.